# Jaime Calderón Calderón
Jaime Calderón Calderón (* 1. Mai 1966 in Churintzio) ist ein mexikanischer Geistlicher und römisch-katholischer Erzbischof von León.

## Leben
Jaime Calderón Calderón empfing am 16. Februar 1991 die Priesterweihe für das Bistum Zamora.
Papst Benedikt XVI. ernannte ihn am 5. Juli 2012 zum Weihbischof in Zamora und zum Titularbischof von Iomnium. Der Apostolische Nuntius in Mexiko, Erzbischof Christophe Pierre, spendete ihm am 5. Oktober desselben Jahres die Bischofsweihe; Mitkonsekratoren waren José Luis Amezcua Melgoza, Bischof von Colima, und Javier Navarro Rodríguez, Bischof von Zamora.
Am 7. Juli 2018 ernannte ihn Papst Franziskus zum Bischof von Tapachula. Die Amtseinführung erfolgte am 14. September desselben Jahres.
Am 4. Juli 2024 ernannte ihn Papst Franziskus zum Erzbischof von León. Die Amtseinführung fand am 19. August desselben Jahres statt.